# Istituto superiore per imprenditori e dirigenti di azienda
L'istituto superiore per imprenditori e dirigenti di azienda (ISIDA) è stato un ente senza fini di lucro, per la formazione d'impresa, operativo a Palermo dal 1956 al 2012.
L’attività dell’ISIDA consisteva nello svolgimento di un’organica azione didattica, destinata ai dirigenti di azienda, nonché all’esecuzione di indagini e ricerche pertinenti alla gestione e allo sviluppo delle imprese e all’ambiente in cui esse operavano.

## Soci
I soci che costituirono l’ISIDA erano: il Banco di Sicilia, la Cassa centrale di risparmio Vittorio Emanuele per le province siciliane. L’I.R.F.I.S., l’Università degli Studi di Palermo e il Comitato Nazionale per la Produttività. 
Nel tempo si aggiunsero/avvicendarono il comune di Palermo, la provincia di Palermo, la Fondazione IULM, l'Università Kore di Enna, il Consorzio Area Sviluppo Industriale di Palermo e la Fondazione Banco di Sicilia.

## Evoluzione
L’evoluzione dell’istituto, nato dall'intuizione di Gabriele Morello, può riassumersi in cinque fasi:
- La prima (1956-1965) in cui i corsi erano tenuti prevalentemente da docenti americani, si caratterizzava per la messa a punto dei programmi e specializzazione professionale del gruppo di docenti italiani.
- La seconda fase (1966-1970) vide il consolidamento della struttura, con il collaudo della formula tecnica ed organizzativa e l’estensione del campo d’azione, oltre che all’insegnamento, alle ricerche.
- Nel periodo 1971-1986, corrispondente alla terza fase evolutiva, con l’assegnazione all’istituto della personalità giuridica e il riconoscimento da parte della Regione Siciliana[4] si crearono le premesse per l’intervento della Cassa per il Mezzogiorno, e successivamente del Formez, secondo organici programmi didattici e di ricerca. L’Istituto sviluppò tali programmi con particolare attenzione ai cambiamenti dello scenario socioeconomico.
- La quarta fase, in cui nel 1987 ebbe luogo la trasformazione del Corso Annuale in Master in Business Administration (MBA), biennale e bilingue, si distingueva per l’internazionalizzazione dell’istituto e per l’ampliamento delle attività.
- Nella quinta fase che ha avuto inizio nel 1996, l’istituto avvia una serie di attività nel settore pubblico, con corsi, seminari e interventi a beneficio di Amministrazioni Pubbliche ed Enti Locali. Inoltre realizza azioni formative, di aggiornamento e di riqualificazione, promosse dall’Unione Europea in ambito internazionale e multiregionale.

Nel 2012 l'Istituto è stato messo in liquidazione.

## Attività
L’attività formativa, di aggiornamento e di specializzazione si sviluppava secondo quattro linee:
- Master in Business Administration (MBA), destinato a laureati provenienti soprattutto dalle facoltà di Economia e Commercio, Ingegneria e Giurisprudenza;
- Corsi CEE/FSE, destinati a giovani diplomati provenienti da ogni indirizzo di studi;
- Corsi di aggiornamento e riqualificazione per la Pubblica Amministrazione e gli Enti Locali
- Corsi e Seminari per imprenditori, dirigenti e professionisti.[senza fonte]

In tal modo l’ISIDA si rivolgeva, con attività diversificate, a tutte le fasce dei quadri e dirigenti attuali e potenziali interessati alla formazione manageriale nel settore privato e pubblico.

## Presidenti
| Foto                     | Nome                           | Dal        | Al         |
| ------------------------ | ------------------------------ | ---------- | ---------- |
| Lauro Chiazzese          | Prof. Lauro Chiazzese          | 19/07/1956 | 26/10/1958 |
| Franco Restivo           | Prof. Franco Restivo           | 26/10/1958 | 24/06/1975 |
| Michele Cifarelli        | Sen. Michele Cifarelli         | 24/06/1975 | 29/06/1981 |
| Andrea Parlato           | Prof. Andrea Parlato           | 29/06/1981 | 24/02/1992 |
| Giambattista Torregrossa | Dott. Giambattista Torregrossa | 24/02/1992 | 09/10/2001 |
| Francesco Attaguile      | Avv. Francesco Attaguile       | 09/10/2001 | 28/10/2004 |
| Giovanni Puglisi         | Prof. Giovanni Puglisi         | 2005       | 2012       |

## Direttori
- Prof. Gabriele Morello, 1956-2005[7]
- Dott. Alberto Versace, 2005-2006
- Prof. Salvatore La Rosa, 2006-2012

## Galleria fotografica
| Controllo di autorità | VIAF (EN) 158901007 · ISNI (EN) 0000 0001 0599 3716 · GND (DE) 1016219-7 |